# 28 днів потому (фільм)
«28 днів потому» (англ. 28 Days Later) — британський постапокаліптичний фільм режисера Денні Бойла та сценариста Алекса Гарленда. У головних ролях знімалися Кілліан Мерфі і Наомі Гарріс.
Дія фільму розгортається в наші дні у Великій Британії, ураженої пандемією високозаразного вірусу, що перетворює людей у шалених вбивць; сюжет побудований навколо спроб четвірки людей, які вижили, врятуватися. Натхненням творцям фільму служили зомбі-фільми сімдесятих років і книги таких експертів у жанрі постапокаліптика як Джеймс Баллард і Джон Уіндем. Сценарист фільму надихався серією фільмів Джорджа Ромеро «Ніч живих мерців» та романом Джона Віндема «День триффідів». 2007 року вийшов фільм-сіквел «28 тижнів потому».
Фільм вийшов 1 листопада 2002 та отримав позитивні оцінки від критиків та глядачів. При бюджеті 8 млн доларів, картина змогла зібрати 82.7 млн доларів, що зробило її однією з найприбутковіших фільмів-жахів 2002. Критики позитивно оцінюють режесуру Бойла, акторську гру, операторську роботу, атмосферу та саундтрек. Хоча у фільмі не фігурують класичні повсталі з мертвих «зомбі», великий вплив зроблений на введення концепції «швидких» або «скажених» зомбі (англ. fast zombies, rage zombies), повторену після нього в ряді прямо непов'язаних з «28 днями потому» фільмах і комп'ютерних іграх. Сам Бойл оцінив свій фільм у тому числі і як данину зомбі-жанру, якому він і інші творці фільму якоюсь мірою надали нового дихання.

## Сюжет
Активісти руху захисту прав тварин здійснили наліт на дослідницьку лабораторію з метою звільнити піддослідних тварин. Учений, який знаходився той час в лабораторії попередив активістів, що шимпанзе заражені сказом, проте останні не слухаються та випускають одного із піддослідних приматів. Інфікований невідомим вірусом шимпанзе нападає та кусає одну з активісток за шию, вона перетворюється на зомбі, вбиває вченого та активістів-порушників і тікає з лабораторії.
28 днів потому головний герой Джим виходить з коми, опинившись в покинутій усіма лікарні. Вийшовши на вулицю, Джим бачить, що Лондон повністю обезлюднів. Джим намагається знайти притулок в церкві, але там його атакують і переслідують заражені вірусом зомбі. Двоє вцілілих;— Селена і Марк — рятують його і приводять в укриття. Там Джим дізнається, що, поки він перебував у комі, вірус перетворив людей на жорстоких і божевільних істот. Масштаб зараження невідомий, зв'язок з іншими країнами відсутній.
Вирушивши додому, Джим знаходить тіла своїх батьків, які вчинили самогубство за допомогою отруєння таблетками. Там же він знаходить своє старе фото, яке його мати тримала в руці. Трійця вирішує залишитися на ніч. Поки Джим віришив переглянути старі записи з родиною, раптово в будинок увірвалися заражені, вони ранять Марка, і Селені доводиться убити його. Вона пояснює Джиму, що достатньо 20 секунд, щоб вірус перетворив людину на чудовисько.
Йдучи на світловий сигнал, Джим і Селена зустрічають двох вцілілих — Френка і його дочку Ханну. Вони чують радіозвернення, зроблене групою солдатів з застави поблизу Манчестера, із закликом до тих, хто вижив, приєднатися до них, і покидають Лондон, щоб примкнути до військових. Вони добираються до застави, але втрачають Френка.
Група солдатів під командуванням майора Генрі Веста укріпилися у відокремленому особняку. Офіцер пропонує групі оселитися разом з ними і чекати, поки всі заражені загинуть від голоду. Доброзичливий майор проводить для Джима екскурсію по особняку. Між Селеною і Джимом починаються романтичні стосунки.
Пізніше герої розуміють, що попали в жахливу пастку: обіцянка солдатів про те, що у них є вакцина, виявляється хибним, вони хотіли заманити в свій притулок жінок, щоб зробити з них секс-рабинь. Джим вирішує негайно покинути притулок. Спроба втечі не вдається, Джима і сержанта, який виступив на його боці, відводять в ліс, щоб розстріляти. Під час запеклої суперечки двох солдатів, Джиму вдається втекти, а сержанта вбивають на місці. Ховаючись в лісі, Джим помічає авіалайнер.
Джим влаштовує на аванпості помилкову тривогу, в надії виманити кількох солдатів з особняка. Витівка вдається, і Джим отримує зброю і транспорт, убивши одного з них. Майор, відрізаний від підлеглих, намагається повернутися до притулку пішки.
Джим повертається у зміцнення і звільняє Листоношу — солдата, якого його товариші тримали на ланцюзі. Листоноша заражає ще одного солдата, і двоє зомбі винищують своїх колишніх товаришів. Виживанців добиває Джим.
Він звільняє жінок, всі троє їдуть на машині Френка. Повернувшись, майор Вест ранить Джима пострілом, здійснюючи помсту за загиблих товаришів, але Ханна підставляє майора під атаку Листоноші.
Минає ще 28 днів, заражені страждають і гинуть від виснаження. Джим, Селена і Ханна знайшли притулок далеко від міста. Помітивши літак Королівських ВПС, вони викладають на землі слово «Hello». Причому в кадр спочатку потрапляють тільки перші 4 букви — «Hell», тобто Пекло. Помітивши сигнал, пілоти літака просять вислати туди вертоліт.

## Акторський склад
- Кілліан Мерфі — Джим
- Наомі Гарріс — Селена
- Брендон Глісон — Френк
- Меган Бернс — Ханна
- Крістофер Екклстон — майор Генрі Вест
- Ноа Хантлі — Марк
- Стюарт Макваєр — сержант Фарелл
- Рікі Харнет — капрал Мітч
- Лео Білл — рядовий Джонс
- Л'юк Маблі — рядовий Кліфтон
- Джуніор Ланіян — рядовий Белл
- Рей Пензакі — рядовий Белфорд
- Санджай Рамбаруз — рядовий Девіс
- Марвін Кемпбелл — рядовий Майлер

## Виробництво
Сцена, в якій Джим і Селена святкують разом із Френком і Ханною, була знята 11 вересня 2001 року. Денні Бойл заявив, що надзвичайно дивно, що вони знімали святкову сцену в той конкретний день.

## Сприйняття
Оцінка на сайті IMDb — 7,6/10, Rotten Tomatoes — 87/100, на сатій Metacritic фільм оцінюється в 73/100.
Онлайн газета Stylus Magazine назвала фільм другим найкращим зомбі-фільмом усіх часів. 2008 в онлайн журналі Empire, «28 днів потому» посів 456-те місце в списку «500 найкращих фільмів усіх часів». Bloody Disgusting поставила картину на сьоме місце в списку 20 фільфів жаху з заголовком «Зомбі-фільм? Політична алегорія? Гуманістична драма?»

### Нагороди
- Найкращий фільм жахів (Американська академія научної фантастики та фільмів жахів — премія Сатурн)[9]
- Найкращий британський фільм (премія Імперія)[10]
- Данні Бойл (Європейський кіноприз)[11]
- Найкращий режисер — Денні Бойл (премія Сатурн за найкращий міжнародний фільм)[12]
- Найкращий міжнародний фільм — Денні Бойл (Narcisse Award)[11]
- Найкраща акторська гра — Наомі Гарріс (Black Reel)[11]
- Найкращий кінемотограф — Ентоні Дод Мантл (Європейський кіноприз)[11]

### Культурний вплив
Фільм «28 днів потому» вплинув на фільми жахів, і йому приписують початок відродження жанру зомбі, разом з франшизою Resident Evil. Наприклад, на рімейк «Світанку мерців» 2004 року вплинув «28 днів потому». Після «28 днів потому» з'явилися інші фільми про інфекцію, такі як «Зомбі на ім'я Шон» (2004), «Чорна вівця» (2006), «Планета страху» (2007), «Операція „Мертвий сніг“» (2009) і «Вітаємо у Зомбіленді» (2009), а також книги, такі як «Світова війна Z» (2006), «Гордість і упередження та зомбі» (2009) і «Теплі тіла» (2010), графічні романи на зомбі-тематику і телевізійні серіали, такі як «Ходячі мерці» (англ. «The Walking Dead»). Тенденція відродження зомбі тривала більше десяти років після «28 днів потому», перш ніж врешті-решт знизила свою популярність до кінця 2010-х років.
Під час пандемії COVID-19 зображення національного локдауну у Великій Британії та розпорядження залишатися вдома в інших країнах порівнювали з початковим кадром «28 днів потому». У 2021 році Меган Бернс сказала про фільм: «Коли я приєдналася до акторського складу, я й гадки не мала, наскільки великий культурний вплив він матиме і як сильно змінить жанр „зомбі“. Навіть зараз, через стільки років (або, можливо, особливо зараз, з огляду на поточну ситуацію), люди хочуть говорити про цей фільм, і це неймовірно».